# Hilara plumipes
Hilara plumipes är en tvåvingeart som först beskrevs av Matsumura 1916.  Hilara plumipes ingår i släktet Hilara och familjen dansflugor. Inga underarter finns listade i Catalogue of Life.